# Basilique San Camillo de Lellis
La basilique San Camillo de Lellis (en français : Basilique Saint-Camille-de-Lellis) est une église romaine située dans le rione de Sallustiano sur la via Sallustiana. Elle est dédiée au moine Camille de Lellis.

## Historique
L'église est construite à la demande du pape Pie X entre 1906 et 1910 sur les plans de Tullio Passarelli (it) et consacrée la même année. Elle est attribuée à l'Ordre des Clercs réguliers pour les malades et dédiée à son fondateur Camille de Lellis. Le 22 mai 1965, le pape Paul VI l'élève au rang de basilique mineure. Le 5 février 1965, le pape Paul VI lui octroie le siège du titre cardinalice San Camillo de Lellis agli Orti Sallustiani.

## Architecture
Très imposante église en termes de taille, son accès se fait par trois portails sur l'avant et de nombreuses entrées latérales. Construite en pierre rouge, surlignée de travertin, le portail central est surmonté d'un bas-relief représentant le Christ présentant Saint-Camille aux malades et les latéraux un Christ au milieu des enfants et Le pardon de l'adultère.
L'intérieur est à trois nefs, avec un court transept. L'abside est décorée de vitraux représentants le Christ et les Évangélistes et accueille une statue de Saint-Camille réalisée par Alberto Galli en 1911, qui a également fait les bas-reliefs au-dessus de la porte menant à la sacristie et représentant Pie X qui observe les plans de l'église.

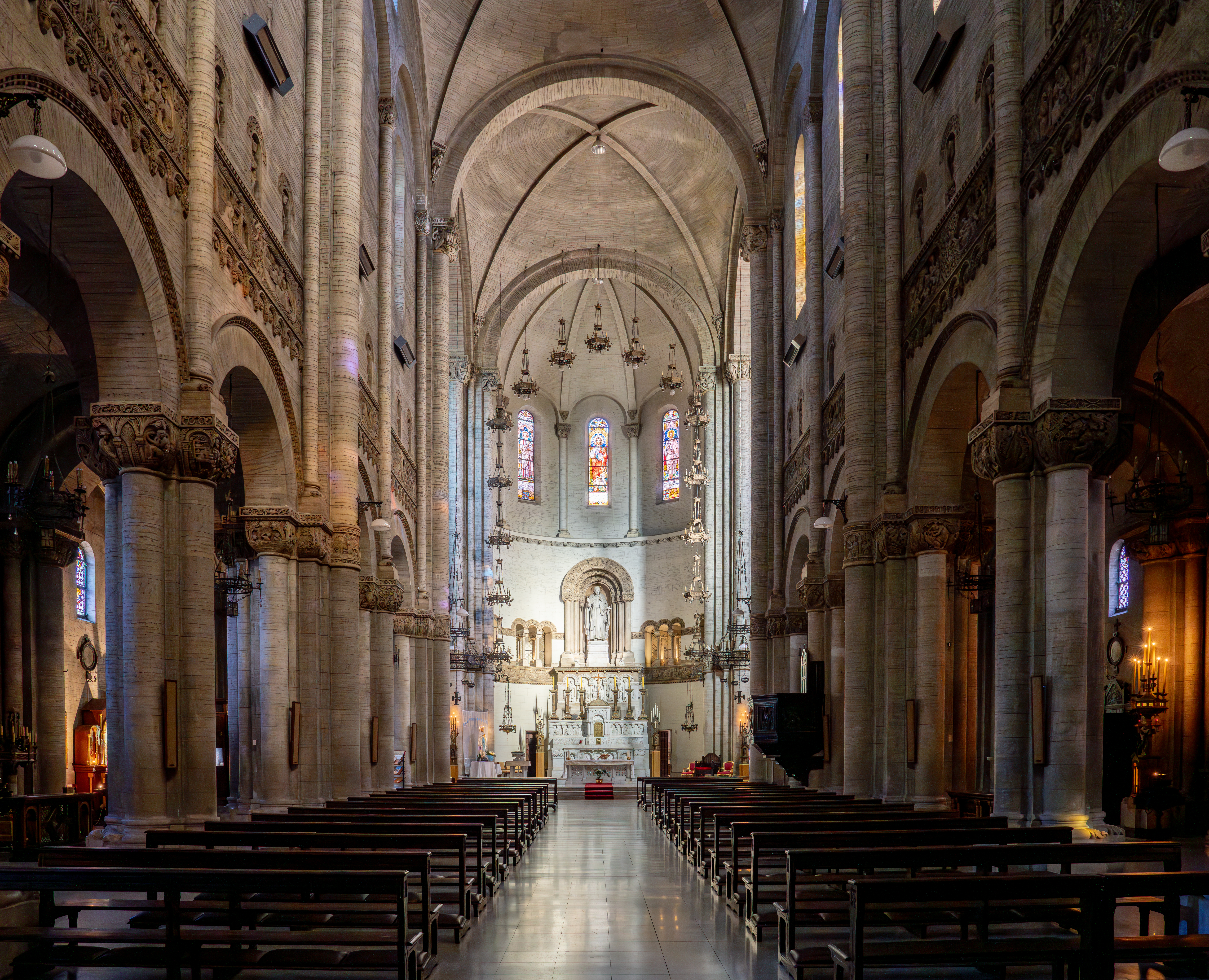
Intérieur
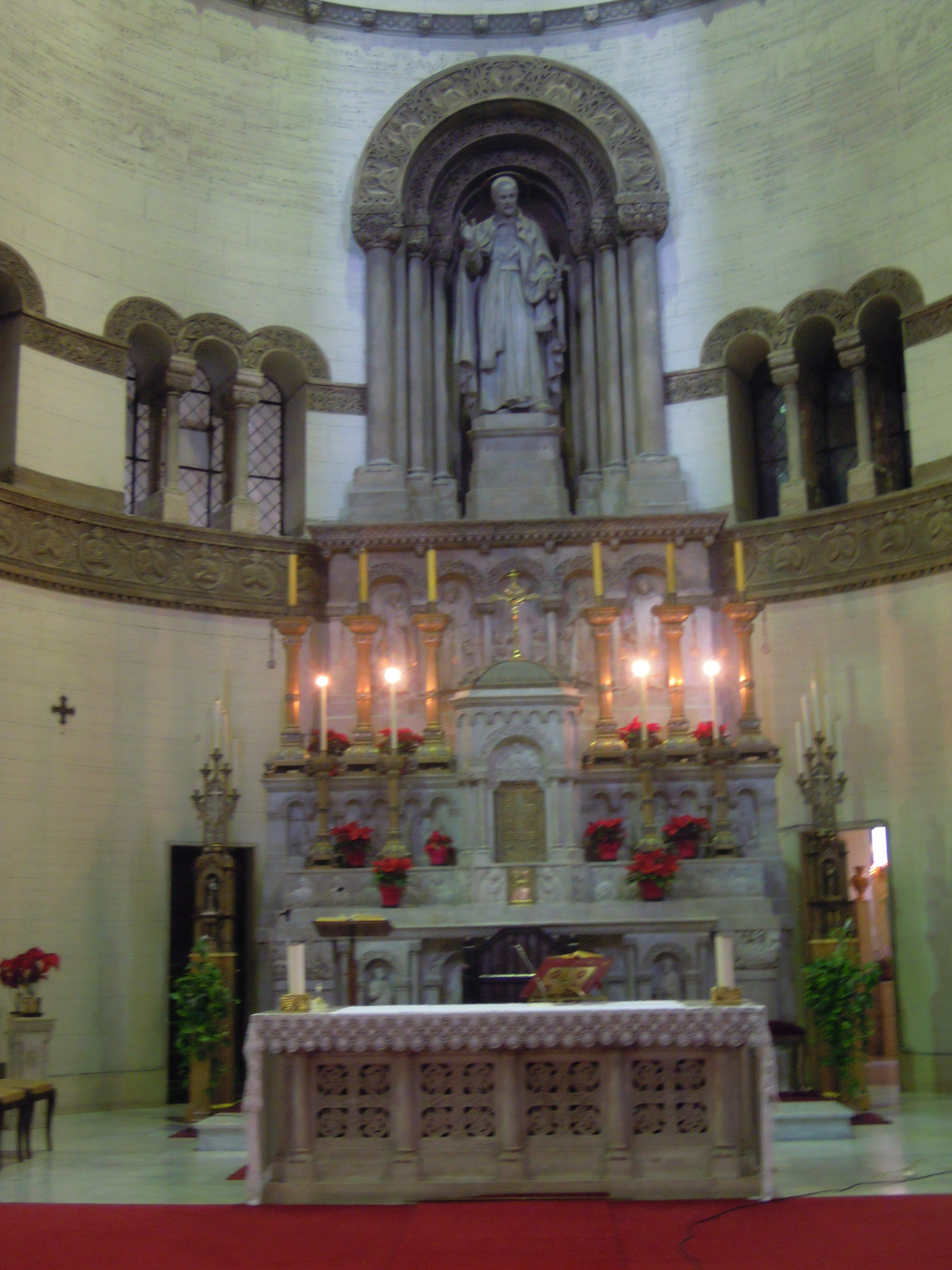
Autel
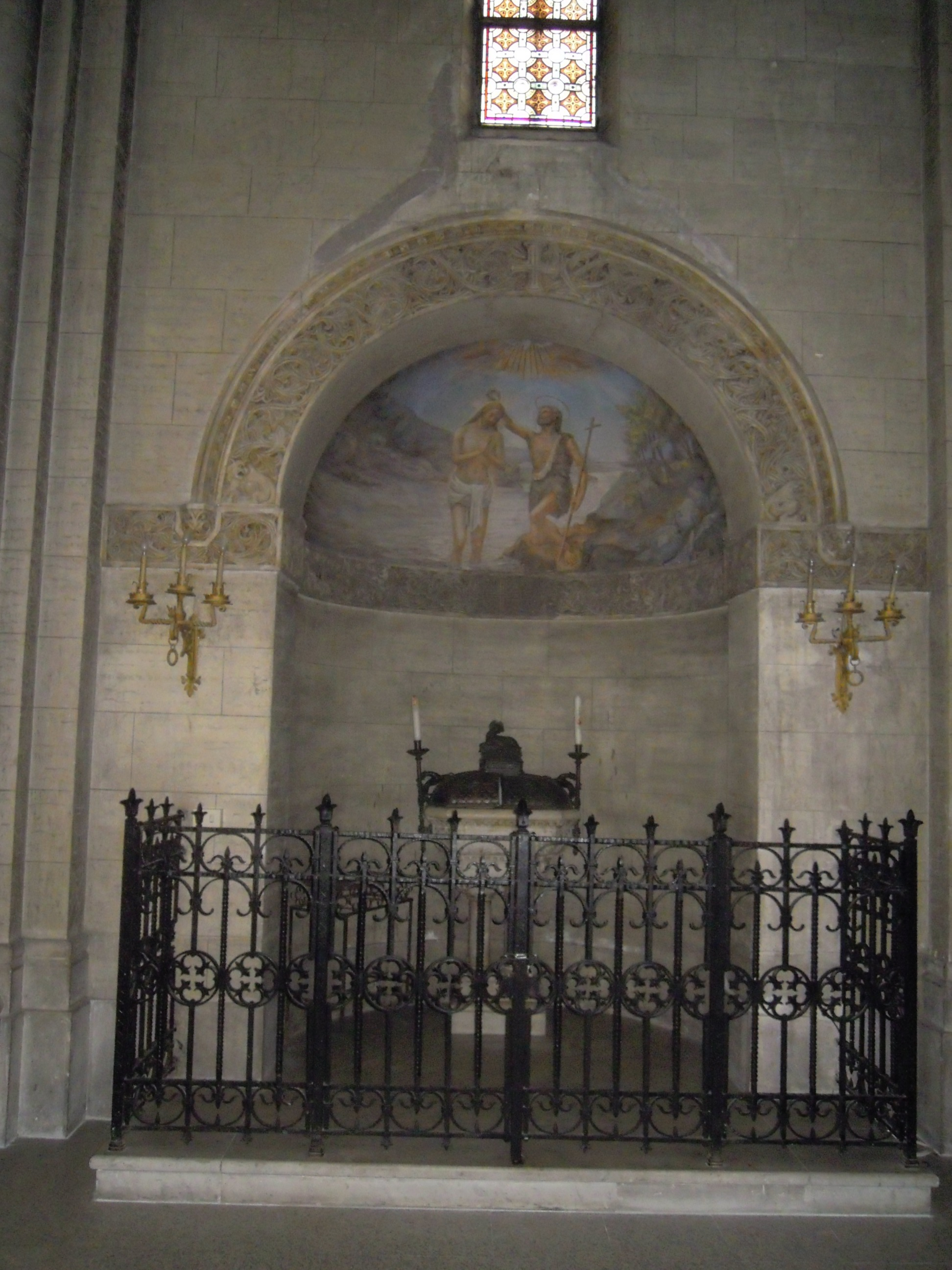
Baptistère